# كاننغا
يَنُون أو كانَنْغا (الاسم العلمي: Cananga)، جنس صغير من الأشجارالتي تتبع فصيلة القشديات، موطنها الهند الصينية وماليزيا، ولكنه أُدخل إلى أماكن آخرى من العالم. أحد أنواعه، اليلانج،وهو مهم لكونه مصدر لعطر يلانج-يلانج.

## الأنواع
يضم الجنس نوعان
- Cananga brandisiana (Pierre) Saff., مرادف Cananga latifolia (Hook.f. & Thomson) Finet & Gagnep.
- يلانج (Lam.) Hook.f. & Thomson

أُدرج Cananga latifolia نوعًا منفصل في بعض المصادر، ولكن الاسم الأساسي لهُ، Unona latifolia Hook.f. & Thomson، وهو مرادف لـ Unona latifolia Dunal ولذلك فهو ليس اسمًا مقبولًا. أُقترح بوضوح اسم Unona brandisiana بديلا لاسم Unona latifolia.